# Renga
Renga este o formă de poezie cu formă fixă, care a apărut în Japonia în era Heian, cu prilejul concursurilor de poezie de la curtea imperială. Constă din cel puțin două "strofe". Prima strofă, denumită hokku, reprezintă baza de plecare pentru poezia haiku.
Practic, renga este o tanka scrisă de doi poeți, primul compunând tristihul de 5-7-5 silabe, iar al doilea răspunzând cu distihul de 7-7 silabe, astfel că poemul realizat este un poem de sine stătător. 
Au existat variante în care răspunsul putea fi dat și de mai mulți poeți, ba chiar putea fi pus în fața poemului de început.
Un concurs de renga, denumit rengaawase se desfășoară, conform unor reguli precise și complexe, după cum urmează: 
Doi sau mai mulți poeți își completează reciproc poemele: după ce primul oferă primele 3 versuri ale unei prezumtive tanka, următorul completează cu celelalte două. Esențială este o bună legătură dintre imaginile fiecărei strofe. 